# 泊头市
泊头市是中华人民共和国河北省的一个县级市，由沧州市代管，地处河北省沧州市东南部，北依京津，东临渤海，西接衡水，处于京、津、石、济和雄安新区的中心区域。

## 历史
泊头始建于东汉，初兴于隋唐，因运河漕运兴起而得名。1946年，中共占领泊头并设市，1948年降为镇，1949年升为县级镇，1953年复设市，1958年曾撤销，1962年改为交河县辖镇。1982年恢复泊头市建置。1983年，交河县撤销，并入泊头市，形成现在建制。

## 人口
根据第七次人口普查数据，截至2020年11月1日零时，泊头市常住人口为573842人。

## 地理

### 气候
本市年平均气温为12.5℃，1月份平均气温为-4.5℃，7月份为26.7℃，气候温和。平均海拔为10 - 18.6米，地势平坦。

## 行政区划
泊头市辖3个街道办事处、8个镇、4个乡，657个行政村。
- 街道：解放街道、河东街道、鼓楼街道
- 镇：泊镇、交河镇、齐桥镇、寺门村镇、郝村镇、富镇镇、文庙镇、洼里王镇
- 乡：王武庄乡、营子乡、四营乡、西辛店乡
- 类似乡级单位：泊头经济开发区

## 交通
- 铁路：京沪铁路泊头站
- 公路： 京沪高速、 京台高速、 104国道、 105国道、 272省道、 281省道、 302省道
- 航运：京杭大运河

## 经济

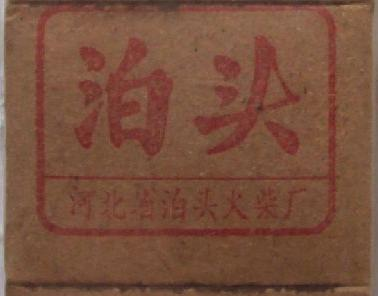
泊头火柴

2010年，全市生产总值完成119.35亿元，全部财政收入完成6.9亿元，入统工业增加值完成35.6亿元，全社会固定资产投资完成83.19亿元，城镇居民人均可支配收入、农民人均纯收入分别达到15095元、5463元。

### 产业
泊头市是著名的“泊头鸭梨”的主要产地，粮食作物主要有小麦和玉米。
泊镇在20世纪工业就相当发达，产品以著名的“泊头火柴”闻名全中国大陆，民间传统从事铸造业，目前铸造业的产值相当高。

## 名人
- 冯道
- 贾庆林
- 张国溶